# Jan de Bont

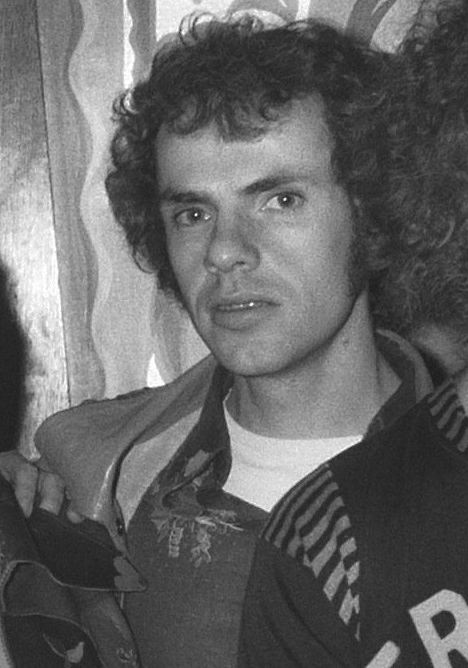
Jan de Bont (1973)

Jan de Bont (* 22. Oktober 1943 in Eindhoven, Provinz Noord-Brabant) ist ein niederländischer Kameramann, Filmregisseur und Filmproduzent.

## Leben
Jan de Bont wurde in eine Großfamilie mit 14 Kindern hineingeboren und wuchs in Eindhoven auf. Schon als zwölfjähriger Junge drehte er Normal-8-Filme und nahm Aufträge bei Hochzeitsveranstaltungen an.
Später studierte er an der Filmakademie von Amsterdam. Dort lernte er Paul Verhoeven kennen, mit dem er oft zusammenarbeitete. Zusammen drehten sie unter anderem 1970 den Kurzfilm De Worstelaar und 1971 den Kinofilm Was sehe ich…! Was sehe ich…!, wobei Verhoeven die Regie führte und de Bont als Kameramann arbeitete. Die beiden fassten in den frühen 1980er Jahren Fuß in den USA und arbeiteten später auch dort erneut zusammen in den Filmen Flesh and Blood (1985) und Basic Instinct (1992). Jan de Bont arbeitete auch in einigen großen Hollywood-Produktionen als Kameramann mit: Stirb langsam (1988), Jagd auf Roter Oktober (1990), Wie ein Licht in dunkler Nacht (1992) und Brennpunkt L.A. – Die Profis sind zurück (1992), in dem er einen kurzen Cameo-Auftritt als niederländischer Kameramann hat. Als Kameramann wirkte er an mehr als 50 Produktionen mit.
1994 führte Jan de Bont erstmals Regie. Sein Actionfilm Speed mit Keanu Reeves und Sandra Bullock wurde ein großer Erfolg. Sein nächster Film, der Katastrophenfilm Twister (1996), spielte weltweit sogar 495,7 Millionen US-Dollar ein. Die Speed-Fortsetzung Speed 2, zu dem er auch das Drehbuch schrieb, sowie Das Geisterschloss mit Catherine Zeta-Jones und Owen Wilson und Lara Croft: Tomb Raider – Die Wiege des Lebens mit Angelina Jolie, Gerard Butler, Ciarán Hinds, Djimon Hounsou und Til Schweiger waren dagegen Flops.
Jan de Bont war von 1973 bis 1988 mit der niederländischen Schauspielerin Monique van de Ven verheiratet. Mit seiner neuen Partnerin hat er zwei Kinder.

## Filmografie (Auswahl)
Kamera
- 1965: Ik kom wat later naar Madra
- 1970: De Worstelaar
- 1971: Stamping Ground (Dokumentarfilm)
- 1972: Was sehe ich…! Was sehe ich…! (Wat zien ik?)
- 1973: Türkische Früchte (Turks fruit)
- 1975: Das Mädchen Keetje Tippel (Keetje Tippel)
- 1981: Roar – Die Löwen sind los (Roar)
- 1983: Der vierte Mann (De vierde man)
- 1983: Cujo
- 1985: Flesh and Blood (Flesh & Blood)
- 1985: Auf der Jagd nach dem Juwel vom Nil (The Jewel of the Nile)
- 1986: Die unglaubliche Entführung der verrückten Mrs. Stone (Ruthless People)
- 1987: Bill Cosby – Die Superkanone (Leonard Part 6)
- 1988: Stirb langsam (Die Hard)
- 1989: Black Rain
- 1990: Jagd auf Roter Oktober (The Hunt for Red October)
- 1990: Flatliners – Heute ist ein schöner Tag zum Sterben (Flatliners)
- 1992: Wie ein Licht in dunkler Nacht (Shining Through)
- 1992: Basic Instinct
- 1992: Brennpunkt L.A. – Die Profis sind zurück (Lethal Weapon 3)

Regie
- 1994: Speed
- 1996: Twister
- 1997: Speed 2 (Speed 2: Cruise Control, auch Drehbuch)
- 1999: Das Geisterschloss (The Haunting)
- 2003: Lara Croft: Tomb Raider – Die Wiege des Lebens (Lara Croft: Tomb Raider – The Cradle of Life)

Produktion
- 1997: Speed 2 (Speed 2: Cruise Control)
- 1998: Punk (SLC Punk!)
- 1999: Das Geisterschloss (The Haunting)
- 2002: Equilibrium
- 2002: Minority Report
- 2003: Tödliche Gedanken (Thoughtcrimes)